# Lijst van plaatsen op Aruba

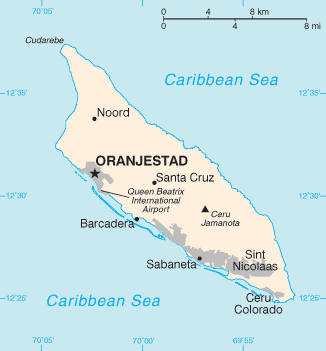
Aruba

Lijst van plaatsen op Aruba (alfabetisch)
- Alto Vista
- Angochi
- Ayo
- Balashi
- Brasil
- Bringamosa
- Bubali
- Bushiribana
- Casibari
- Catashi
- Cura Cabai
- Jaburibari
- Madiki
- Malmok
- Noord
- Oranjestad
- Palm Beach
- Paradera
- Parkietenbos
- Piedra Plat
- Ponton
- Pos Chikitu
- Rancho
- Santa Cruz
- Savaneta
- Seroe Colorado
- Sint Nicolaas
- Tanki Flip
- Tanki Leendert
- Wayaca